# Arlette Téphany
Arlette Téphany est une comédienne française, chanteuse, metteuse en scène, directrice de théâtre et enseignante d'art dramatique née le 9 août 1935 à Marseille et morte le 31 juillet 2018 dans le 20e arrondissement de Paris. Elle est la première femme à avoir dirigé un Centre dramatique national en France.

## Biographie
Née en 1935 à Marseille, Arlette Téphany quitte rapidement le sud pour s'installer à Paris. Elle fait une licence d'anglais, puis intègre le Conservatoire national supérieur d'art dramatique (CNSAD, Promo 1958). 
Elle intègre la Guilde de Ménilmontant, une troupe amateur de théâtre fondée par Guy Rétoré. Avec lui, elle va participer, dès 1963, à la fondation du théâtre de l'Est Parisien (TEP). Jusqu’en 1971, elle y interprète notamment Marianne dans Les Caprices de Marianne, Mirandoline dans La Locandiera, Jenny dans L'Opéra de quat'sous, Barbara dans  Major Barbara, Lady Macbeth, etc.
Après presque dix années au TEP, elle expérimente le cabaret, avec notamment l'enregistrement de chansons inédites de Boris Vian avec Philippe Clay, produit par Jacques Canetti. Le disque ne sortira qu'à la fin des années 80, avec comme titres notables Je n'aime que moi, Nana's lied ou encore Suicide Valse.
S'entame ensuite une nouvelle période de sa vie, provoquée par la rencontre de son futur époux et compagnon de route[pourquoi ?], Pierre Meyrand, en 1973. Ils ne se quitteront plus, jusqu'au décès de ce dernier en 1999. Ils fondent en 1974 leur propre compagnie, Théâtre en Liberté, puis prennent la tête du Théâtre de Chelles en Seine-et-Marne (77), où ils produiront près de trente spectacles en dix ans. Arlette Téphany y réalise ses premières mises en scènes, notamment Dom Juan (par les femmes) de Molière, Le Mariage de Figaro de Beaumarchais, L’Illusion comique de Corneille, La Tempête de Shakespeare, Les Nonnes d’Éduardo Manet, Fin de siècle de Jacques Téphany, Rhinocéros d’Eugène Ionesco, Mille Francs de récompense de Victor Hugo.
Preuve du succès de leur duo, Arlette Téphany et Pierre Meyrand sont nommés en 1986 directeurs du Centre dramatique national du Limousin, renommé La Limousine. Artisans de la décentralisation, ils emmènent leur troupe jusque dans les granges de la région.
Arlette Téphany devient ainsi la première femme nommée à la tête d’un Centre dramatique national. 
Elle y met en scène plus de vingt spectacles dont L’Iliade d’après Homère, Sleuth (Le Limier) de Peter Shaffer, Le Triomphe de l’amour de Marivaux, La Vie de Galilée de Brecht, Le Soir des rois de Shakespeare, Le Retour de Casanova d’après Shnitzler, Rodogune de Corneille, Le Bourgeois gentilhomme de Molière, Une ardente patience d’après Antonio Skarmeta, Du vent dans les branches de sassafras de René de Obaldia, La Panne d’après Dürrenmatt, L’Illusion comique de Corneille, Neuf et demi de Jacques Téphany, etc.
Elle interprète également les rôles principaux de La Folle de Chaillot, La Cerisaie, Les Chaises, Rodogune, La Machine infernale, Winnie dans Oh, les beaux jours de Beckett...
L'apogée de l'aventure de La Limousine sera certainement le spectacle Les affaires sont les affaires mise en scène de Régis Santon, qui obtient trois Molières en 1995 : meilleur spectacle subventionné, meilleur comédien (Pierre Meyrand), meilleur décor. 
En dix années de direction, leur succès est complet, autant en ce qui concerne le nombre de leurs créations et leur audace, que le nombre d'abonnés, qui a cru de façon exponentielle (700 à 5 000 en fin de mandat). Malgré une pétition lancée par les habitants et acteurs institutionnels, leur mandat n'est pas renouvelé par le ministère de la culture. Ils reviennent à Paris en 1996.
L'aventure artistique d’Arlette Téphany et Pierre Meyrand se poursuit sous la forme d’une compagnie indépendante, ATPM Théâtre (leurs initiales). Elle reprend Rodogune de Pierre Corneille au Petit-Montparnasse (rôle de Cléopâtre), joue dans La Douleur de Marguerite Duras au Théâtre de la Main d’or puis au Festival d’Avignon et au Festival de Sarlat (elle jouera le texte plus de 300 fois), Sur les sommets, le repos de Thomas Bernhard au Théâtre de l’Union à Limoges puis au Théâtre 14 à Paris (rôle de Madame Meister, avec Pierre Meyrand dans celui de Monsieur Meister), Les Combustibles d’Amélie Nothomb au Théâtre Essaïon puis au Studio des Champs-Élysées, Un chapeau de paille d’Italie d’Eugène Labiche au Théâtre du Renard puis en tournée.
Après la disparition brutale de Pierre Meyrand en 1999, elle se tourne peu à peu vers la pédagogie à l'École de Jean Périmony, qu'elle a connu au Conservatoire. Elle y donne des cours de Tragédie Classique et de Diction. 
Elle meurt le 31 juillet 2018 dans le 20e arrondissement de Paris des suites d'une longue maladie. Elle repose à Cavaillon. Le Figaro lui rend un hommage appuyé en exposant son engagement pour le théâtre tout au long de sa vie.

## Engagement
Elle est présidente de l'Union des Artistes de 2005 à 2018, dont le Gala annuel est un spectacle de cirque caritatif dans le but d'aider les artistes dans le besoin.
Première femme à diriger un Centre dramatique national, militante politique, et syndicale (Syndicat Français des Artistes - SFA/CGT), enseignante, c'est à ce titre qu'elle initia le film de Daniel Cling Une aventure théâtrale : trente ans de décentralisation, où elle apparaît aux côtés des pionniers de cette époque (Jean Vilar, Jack Ralite, Roger Planchon, Pierre Debauche, Jeanne Laurent, etc.)

## Vie privée
Elle est la compagne de Pierre Meyrand de 1973 à 1999, avec qui elle a un fils, Jean.
Son père fut acteur et metteur en scène, et son frère est Jacques Téphany, auteur, homme de théâtre et directeur de la Maison Jean Vilar (jusqu'en 2017).

## Théâtre

### Comédienne
- 1957 : Les Grenadiers de la Reine de Jean Cosmos, mise en scène Guy Rétoré
- 1960 : Les Caprices de Marianne d’Alfred de Musset, mise en scène Guy Rétoré : Marianne
- 1960 : L'Avare de Molière, mise en scène Guy Rétoré
- 1963 : Le Manteau de Jean Cosmos, mise en scène Guy Rétoré
- 1963 : La Vie et la Mort du roi Jean d'après William Shakespeare, mise en scène Guy Rétoré
- 1964 : Arden de Faversham,  mise en scène Guy Rétoré
- 1964 : La Locandiera d'après Carlo Goldoni, mise en scène Guy Rétoré
- 1965 : Turcaret d’Alain-René Lesage, mise en scène Guy Rétoré
- 1965 : Macbeth d'après William Shakespeare, mise en scène Guy Rétoré
- 1966 : Vous vivrez comme des porcs de John Arden, mise en scène Guy Rétoré
- 1967 : La Coupe d'argent d'après Seán O'Casey, mise en scène Guy Rétoré
- 1967 : Le Menteur de Pierre Corneille mise en scène Daniel Leveugle
- 1967 : Les Sincères de Marivaux mise en scène Daniel Leveugle
- 1968 : Les Treize Soleils de la rue Saint-Blaise d’Armand Gatti mise en scène Guy Rétoré
- 1968 : On ne sait jamais tout d'après Luigi Pirandello mise en scène Daniel Leveugle
- 1968 : Pour un orgueil meilleur d'après Paul Éluard conception Luc Decaunes
- 1968 : Baudelaire au miroir d'après Charles Baudelaire conception Luc Decaunes
- 1969 : L'Opéra de quat'sous de Bertolt Brecht mise en scène Guy Rétoré
- 1969 : Lorenzaccio d’Alfred de Musset mise en scène Guy Rétoré
- 1970 : L'Âne de l'hospice de John Arden mise en scène Guy Rétoré
- 1970 : Major Barbara d'après George Bernard Shaw mise en scène Guy Rétoré
- 1972 : Roméo et Juliette d'après William Shakespeare mise en scène Robert Hossein
- 1974 : La Nuit des pleins pouvoirs de Jacques Téphany mise en scène Pierre Meyrand
- 1975 : Dom Juan de Molière mise en scène Arlette Téphany
- 1976 : Les Carabiniers de Beniamino Joppolo mise en scène Pierre Meyrand…
- 1976 : La Vie de Galilée de Bertolt Brecht mise en scène Arlette Téphany
- 1976 : Le Chien dans la crème de Luc Decaunes
- 1978 : L'Illusion comique de Pierre Corneille mise en scène Arlette Téphany
- 1978 : La Cruche cassée de Heinrich von Kleist mise en scène Pierre Meyrand
- 1980 : La Révolte dans le désert de Jacques Téphany mise en scène Pierre Meyrand
- 1981 : Les Ennemis d'après Maxime Gorki mise en scène Pierre Meyrand
- 1981 : Qui a peur de Virginia Woolf ? d’Edward Albee mise en scène Yutaka Wada
- 1987 : La Folle de Chaillot de Jean Giraudoux mise en scène Arlette Téphany
- 1990 : La Cerisaie d'après Anton Tchekhov mise en scène Pierre Meyrand
- 1991 : Les Chaises d’Eugène Ionesco mise en scène Pierre-Étienne Heymann
- 1992 : Rodogune de Pierre Corneille mise en scène Arlette Téphany
- 1993 : Le Bourgeois gentilhomme de Molière, mise en scène Arlette Téphany
- 1994 : L'Illusion comique de Pierre Corneille, mise en scène Arlette Téphany (reprise)
- 1994 : La Machine infernale de Jean Cocteau, mise en scène Pierre Meyrand
- 1995 : Oh les beaux jours de Samuel Beckett, mise en scène Pierre-Étienne Heymann
- 1995 : Neuf et demi de Jacques Téphany, mise en scène Arlette Téphany
- 1998 : La Douleur de Marguerite Duras, mise en scène Julien Téphany
- 1998 : Sur les sommets, le repos de Thomas Bernhard, mise en scène Arlette Téphany
- 2000 : Les Combustibles d’Amélie Nothomb, mise en scène Arlette Téphany
- 2004 : La Panne de Friedrich Dürrenmatt, mise en scène Arlette Téphany
- 2005 : Au but de Thomas Bernhard, mise en scène Julien Téphany

### Metteuse en scène
- 1975 : Dom Juan de Molière
- 1976 : La Vie de Galilée de Bertolt Brecht
- 1977 : Le Mariage de Figaro de Beaumarchais
- 1978 : L'Illusion comique de Pierre Corneille
- 1979 : Mille francs de récompense de Victor Hugo
- 1980 : La Tempête de William Shakespeare
- 1981 : Les Nonnes d’Eduardo Manet
- 1982 : Fin de siècle de Jacques Téphany
- 1983 : Le Prix Martin d’Émile Augier
- 1983 : La Colère d'Achille d'après Homère
- 1984 : L'École des femmes de Molière
- 1984 : Rhinocéros d’Eugène Ionesco
- 1986 : L'Iliade d'après Homère
- 1987 : Charade d’Anthony Shaffer
- 1987 : Fragments d'un paradis
- 1987 : La Folle de Chaillot de Jean Giraudoux
- 1988 : Le Triomphe de l'amour de Marivaux
- 1989 : La Vie de Galilée de Bertolt Brecht
- 1991 : Le Soir des rois de William Shakespeare
- 1991 : Le Retour de Casanova d’Arthur Schnitzler
- 1992 : Rodogune de Pierre Corneille
- 1993 : Une ardente patience d’Antonio Skármeta
- 1993 : Le Bourgeois gentilhomme de Molière
- 1994 : La Panne de Friedrich Dürrenmatt
- 1994 : L'Illusion comique de Pierre Corneille
- 1994 : Du vent dans les branches de sassafras de René de Obaldia
- 1995 : Oh les beaux jours de Samuel Beckett mise en scène Pierre-Étienne Heymann
- 1995 : Neuf et demi de Jacques Téphany
- 1998 : Sur les sommets, le repos de Thomas Bernhard
- 2000 : Les Combustibles d’Amélie Nothomb
- 2001 : Un chapeau de paille d'Italie d’Eugène Labiche

### Adaptatrice
- 1981 : Les Ennemis d'après Maxime Gorki, mise en scène Pierre Meyrand[19]

## Filmographie
Elle a travaillé pour le cinéma ou la télévision avec Claude Santelli (Lancelot du Lac), Pierre Badel, Guy Lefranc, Guy Jorré, Patrice Leconte, Coralie Fargeat, François Breniaux…